# Giro del Belgio 1910
Il Giro del Belgio 1910, terza edizione della corsa, si svolse in sette tappe tra il 5 giugno e il 19 giugno 1910 per un totale di 1 742 km e fu vinto dal belga Jules Masselis.

## Tappe
| Tappa  | Data      | Percorso            | km    | Vincitore di tappa | Leader cl. generale |
| ------ | --------- | ------------------- | ----- | ------------------ | ------------------- |
| 1      | 5 giugno  | Bruxelles > Lovanio | 266   | Renè Vandenberghe  |                     |
| 2      |           | Lovanio > Menen     | 239   | Henri Hanlet       |                     |
| 3      |           | Menen > Charleroi   | 218   | Henri Devroye      |                     |
| 4      |           | Charleroi > Namur   | 260   | Henri Hanlet       |                     |
| 5      |           | Namur > Arlon       | 264   | Jules Masselis     |                     |
| 6      |           | Arlon > Liegi       | 238   | Victor Dethier     |                     |
| 7      | 19 giugno | Liegi > Bruxelles   | 257   | Jules Masselis     | Jules Masselis      |
| Totale | Totale    | Totale              | 1 742 |                    |                     |

## Classifiche finali

### Classifica generale
| Pos. | Corridore        | Squadra       | Tempo |
| ---- | ---------------- | ------------- | ----- |
| 1    | Jules Masselis   | Alcyon-Dunlop | ?     |
| 2    | Henri Devroye    | Cycles Bovy   | ?     |
| 3    | Nestor Rosart    | Individuale   | ?     |
| 4    | Victor Dethier   | Royal-Saroléa | ?     |
| 5    | Henri Hanlet     | Royal-Saroléa | ?     |
| 6    | Eugène Platteau  | Individuale   | ?     |
| 7    | Maurice Leturgie | Individuale   | ?     |
| 8    | Pierre Everaerts | Individuale   | ?     |
| 9    | Firmin Lambot    | Individuale   | ?     |
| 10   | Louis Colsaet    | Individuale   | ?     |